# Cupa Nuremberg
Cupa Nuremberg a fost un turneu de tenis profesionist pentru femei, care s-a jucat la Nuremberg, Germania. S-a desfășurat în perioada 2013-2019 pe terenuri cu zgură în aer liber și a fost un turneu de nivel WTA 250.

## Rezultate

#### Simplu
| Oraș gazdă | An                                     | Campion                                | Finalist                               | Scor                                   |
| Nuremberg  |                                        |                                        |                                        |                                        |
| ---------- | -------------------------------------- | -------------------------------------- | -------------------------------------- | -------------------------------------- |
| Nuremberg  | 2013                                   | Simona Halep                           | Andrea Petkovic                        | 6–3, 6–3                               |
| Nuremberg  | 2014                                   | Eugenie Bouchard                       | Karolína Plíšková                      | 6–2, 4–6, 6–3                          |
| Nuremberg  | 2015                                   | Karin Knapp                            | Roberta Vinci                          | 7–6(7–5), 4–6, 6–1                     |
| Nuremberg  | 2016                                   | Kiki Bertens                           | Mariana Duque Mariño                   | 6–2, 6–2                               |
| Nuremberg  | 2017                                   | Kiki Bertens (2)                       | Barbora Krejčíková                     | 6–2, 6–1                               |
| Nuremberg  | 2018                                   | Johanna Larsson                        | Alison Riske                           | 7–6(7–4), 6–4                          |
| Nuremberg  | 2019                                   | Yulia Putintseva                       | Tamara Zidanšek                        | 4–6, 6–4, 6–2                          |
| Köln       |                                        |                                        |                                        |                                        |
| 2020       | Anulat din cauza pandemiei de COVID-19 | Anulat din cauza pandemiei de COVID-19 | Anulat din cauza pandemiei de COVID-19 | Anulat din cauza pandemiei de COVID-19 |

#### Dublu
| Oraș gazdă | An                                     | Campion                                | Finalist                               | Scor                                   |
| Nuremberg  |                                        |                                        |                                        |                                        |
| ---------- | -------------------------------------- | -------------------------------------- | -------------------------------------- | -------------------------------------- |
| Nuremberg  | 2013                                   | Raluca Olaru Valeria Solovyeva         | Anna-Lena Grönefeld Květa Peschke      | 2–6, 7–6(7–3), [11–9]                  |
| Nuremberg  | 2014                                   | Michaëlla Krajicek Karolína Plíšková   | Raluca Olaru Shahar Pe'er              | 6–0, 4–6, [10–6]                       |
| Nuremberg  | 2015                                   | Chan Hao-ching Anabel Medina Garrigues | Lara Arruabarrena Raluca Olaru         | 6–4, 7–6(7–5)                          |
| Nuremberg  | 2016                                   | Kiki Bertens Johanna Larsson           | Shuko Aoyama Renata Voráčová           | 6–3, 6–4                               |
| Nuremberg  | 2017                                   | Nicole Melichar Anna Smith             | Kirsten Flipkens Johanna Larsson       | 3–6, 6–3, [11–9]                       |
| Nuremberg  | 2018                                   | Demi Schuurs Katarina Srebotnik        | Kirsten Flipkens Johanna Larsson       | 3–6, 6–3, [10–7]                       |
| Nuremberg  | 2019]                                  | Gabriela Dabrowski Xu Yifan            | Sharon Fichman Nicole Melichar         | 4–6, 7–6(7–5), [10–5]                  |
| Köln       |                                        |                                        |                                        |                                        |
| 2020       | Anulat din cauza pandemiei de COVID-19 | Anulat din cauza pandemiei de COVID-19 | Anulat din cauza pandemiei de COVID-19 | Anulat din cauza pandemiei de COVID-19 |

## Galerie

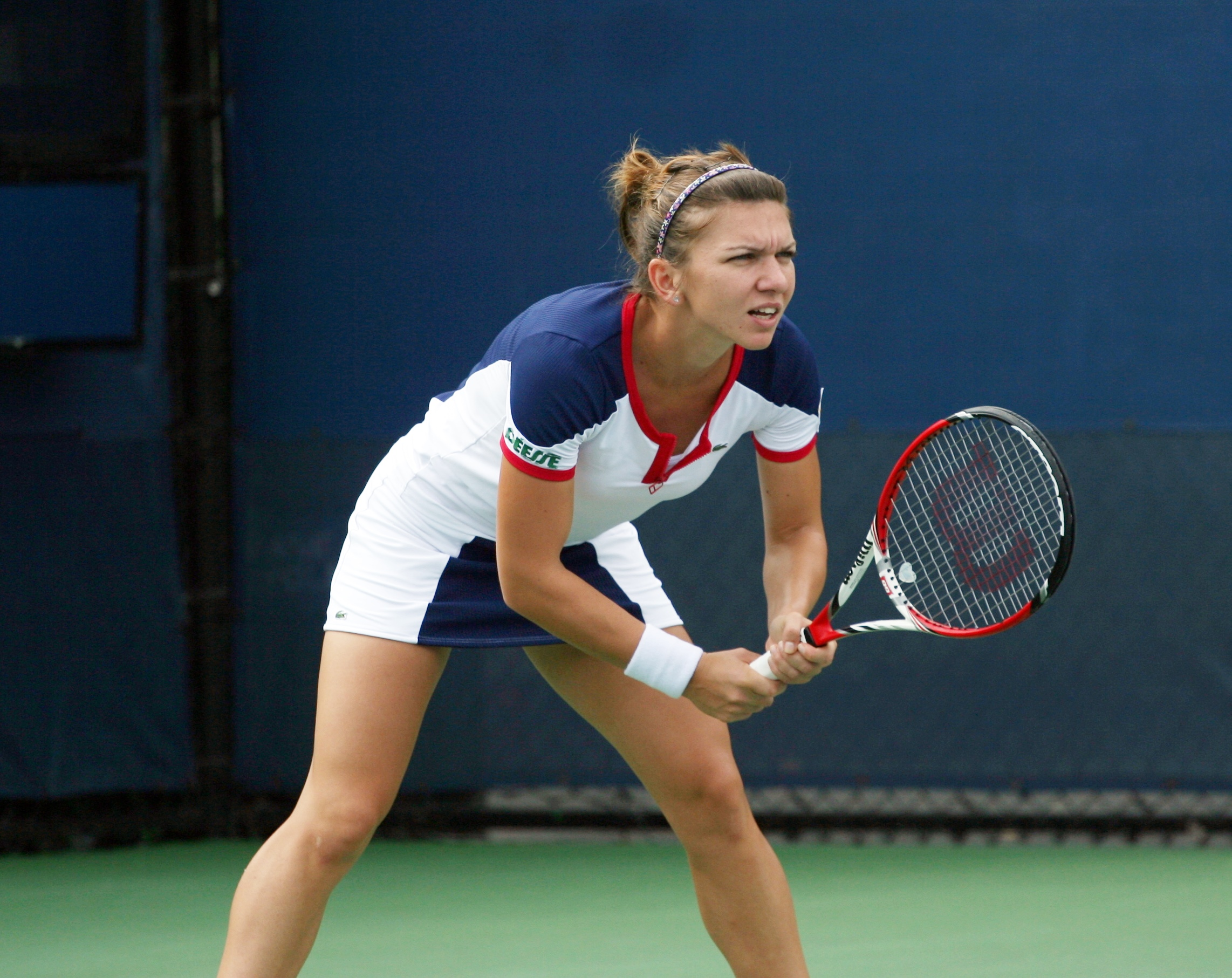
Simona Halep, campioana la simplu a primei ediții
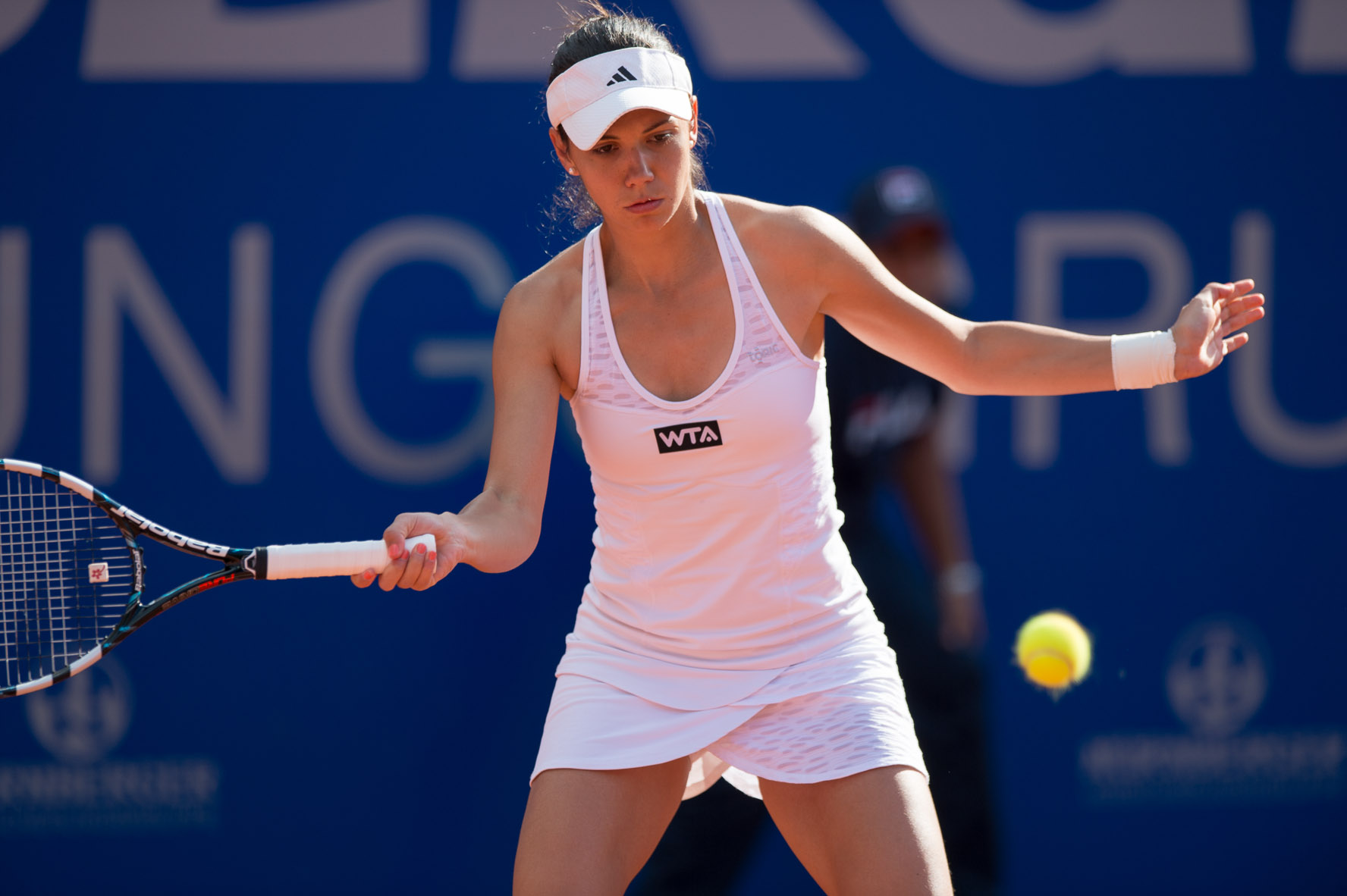
Raluca Olaru, campioana la dublu a primei ediții
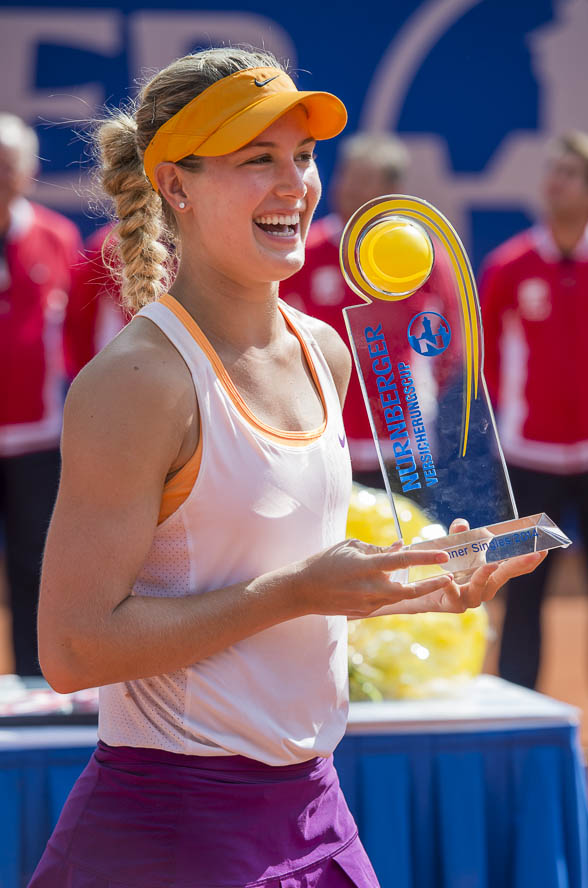
Eugenie Bouchard, campioana celei de-a doua ediții
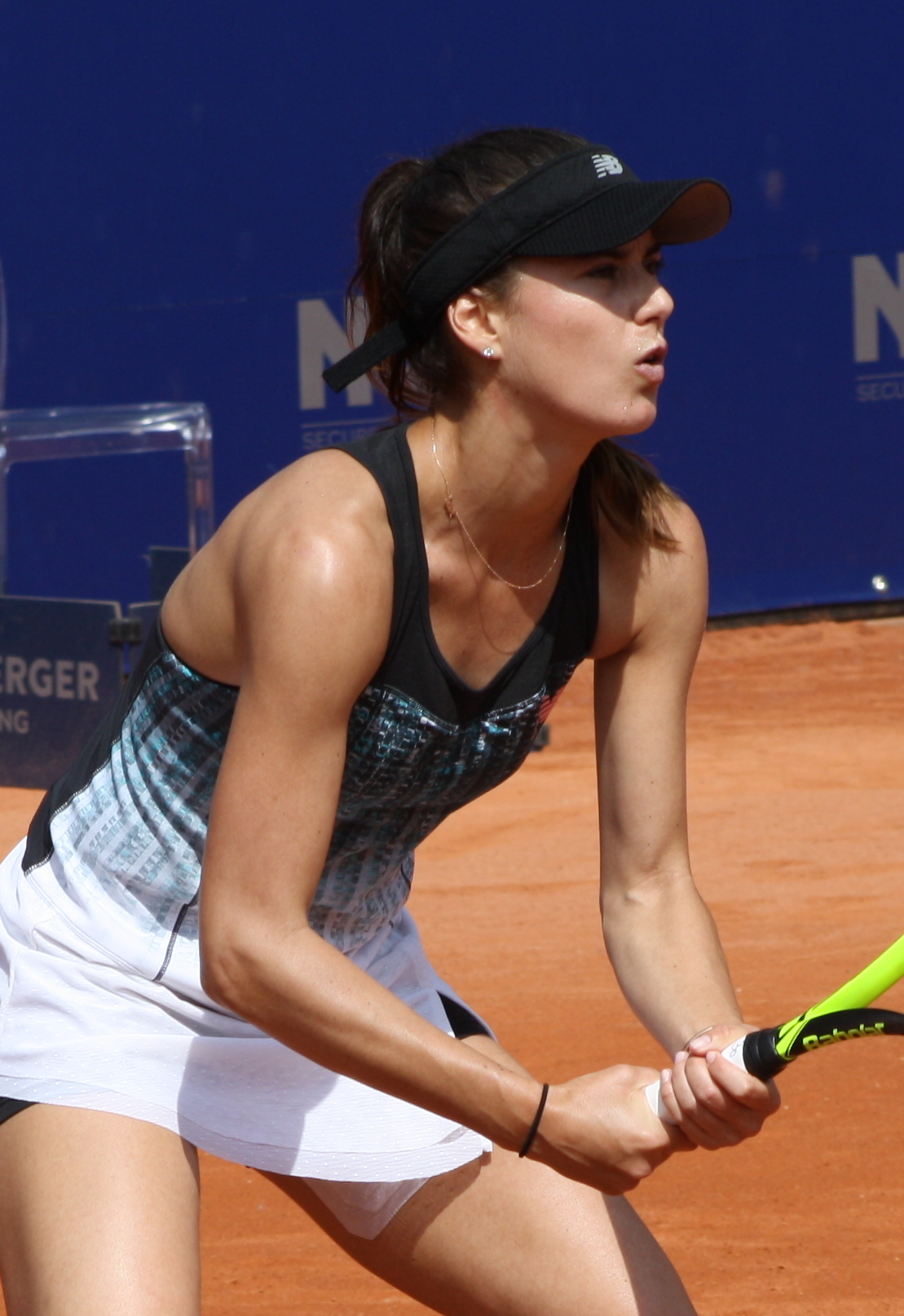
Sorana Cîrstea la Cupa Nuremberg, 2018